# Törökország oktatási rendszere

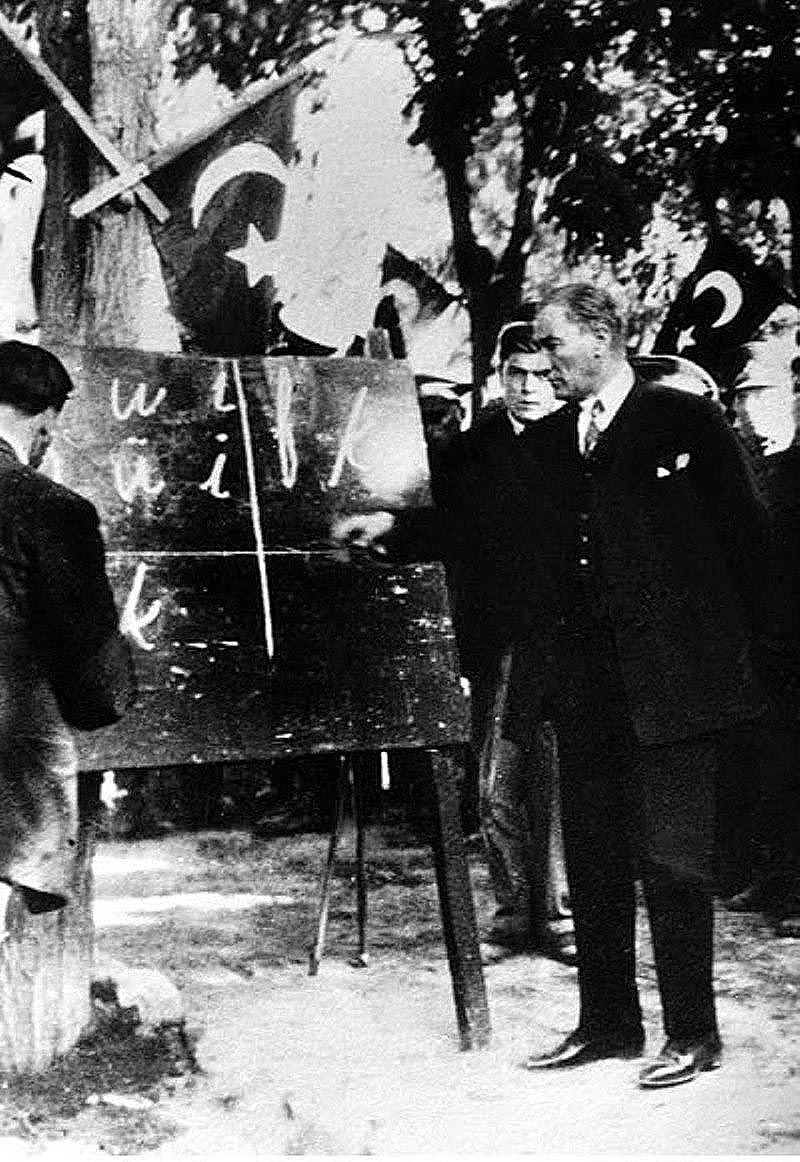
Mustafa Kemal Atatürk az új török ábécét magyarázza Kayseri népének. (1928. szeptember 20.)

A török oktatási rendszer Atatürk reformjainak alapjain nyugszik, melyeket a török függetlenségi háború és a köztársaság kikiáltása után vezettek be. A rendszert az állam felügyeli, úgy alakították ki, hogy képzett munkaerőt legyen képes adni a szociális és gazdasági szektorok számára.
Törökországban 12 év iskolai tanulás kötelező, 5,5 éves kortól 17,5 éves korig. A középiskola két részből áll, alsó és felső szintű középiskolából (middle school, high school). Vannak állami illetve magániskolák is, a gyerekek többsége az állami oktatásban tanul, azonban egyre növekszik a magániskolákat választók száma, 2015-ben mintegy 1,1 millióan tanultak ilyen iskolában. Léteznek általános középiskolák és specializált szakközépiskolák.
A középiskolai oktatás után lehetőség van felsőoktatási intézményben a továbbtanulásra. Minden egyetemre és főiskolára központi felvételi rendszer van, az ÖSS (Öğrenci Seçme Sınavı, Hallgató-elhelyezési vizsga), amelynek keretében a felvehető helyekre teljesítményüknek megfelelően osztják be a vizsgát sikeresen letevő tanulókat. E rendszer alól csak az Anadolu Egyetem Açıköğretim Fakültesi azaz Nyílt Oktatási Tanszéke kivétel.
2002-ben az állam, magán- illetve nemzetközi források 13 milliárd lírát költöttek az oktatásra Törökországban. Törökország az OECD átlagnál kevesebbet költ oktatásra.
Az írástudatlanok száma Törökországban 2015-ben mintegy 2,6 millió fő volt, a legtöbben, 1,3 millióan 65 év felettiek.

## Története
A köztársaság megalapítása előtt nem nagyon volt országosan szervezett karaktere az oktatásnak. Háromféle iskola létezett: az első típusba a körzeti iskola és a medresze tartozott, ahol a Korán olvasását, memorizálását és az arab nyelvet tanították, a második típusba a reformiskolák és a középiskolák tartoztak, amelyek az újítást képviselték, a harmadik típusba pedig az egyetemek, valamint az idegen nyelvet tanító kisebbségi iskolák. 1924-ben bevezették az oktatási rendszer egységesítését, mely azt jelentette, hogy az első típusú vallási iskolákat bezárták, a második típusú iskolákat fejleszteni kezdték, a harmadik típust pedig állami felügyelet alá vonták. A változtatás leglényegesebb pontja az iskolarendszer szekularizációja volt. A rendszer általános iskolából, középiskolából (middle és high school), tanítóképző iskolákból, tanárképző intézményekből állt. 1928-ban elfogadták a latin betűs török ábécét, melynek célja az írástudatlanság csökkentése és a török nyelv érthetőbbé tétele volt. Minden iskolában kötelezően az új ábécével oktattak, minden oktatási anyagot ennek megfelelően újranyomtattak. Új iskolát csak az oktatásügyi minisztérium és a kapcsolódó szervek engedélyével lehetett ezentúl létrehozni.

## Az oktatási rendszer

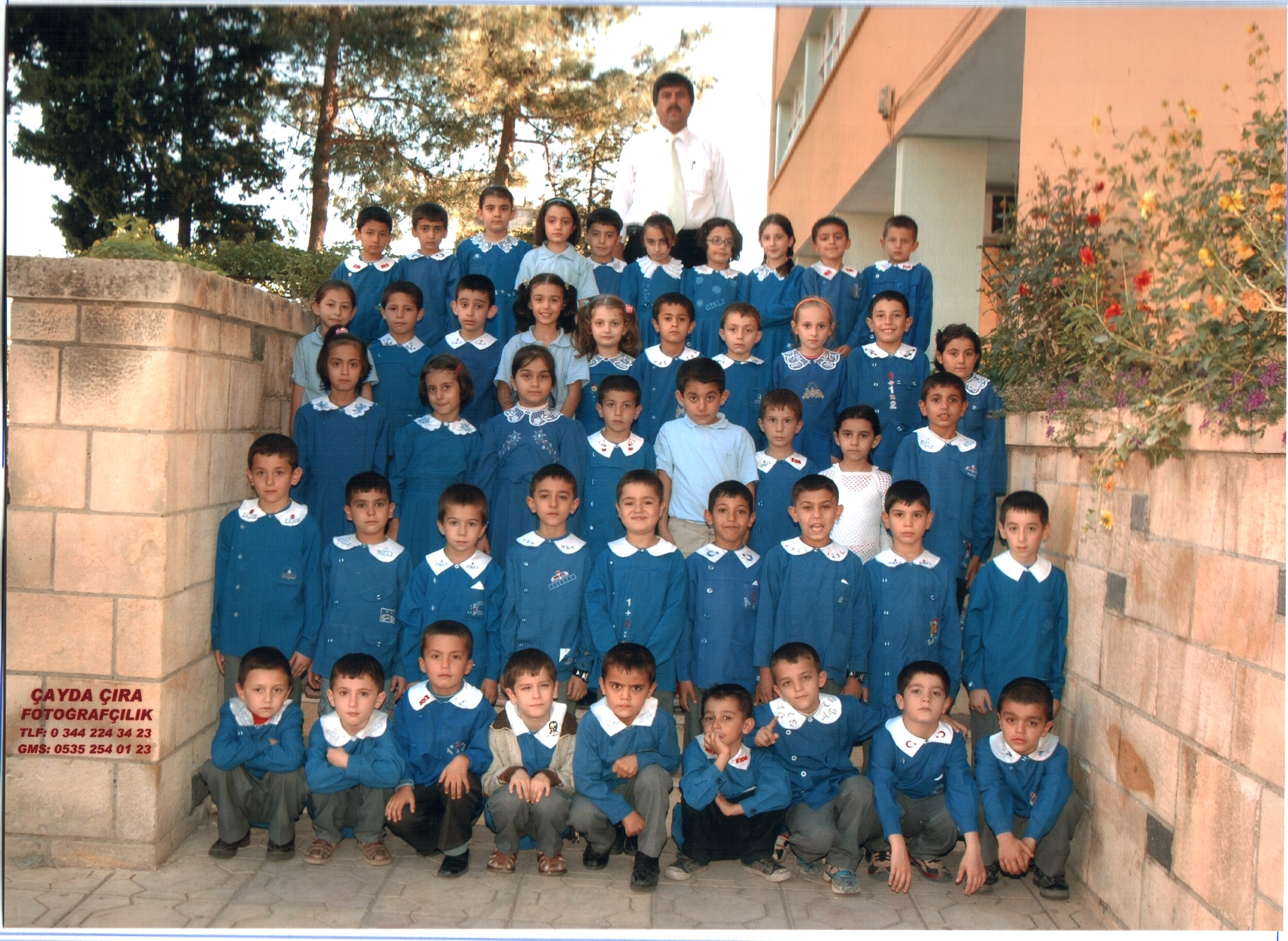
Általános iskolás gyerekek Kahramanmaraşban

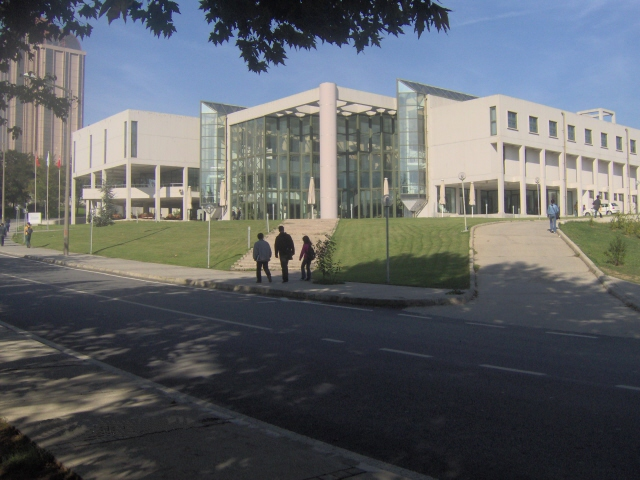
Az Isztambuli Műszaki Egyetem kampusza

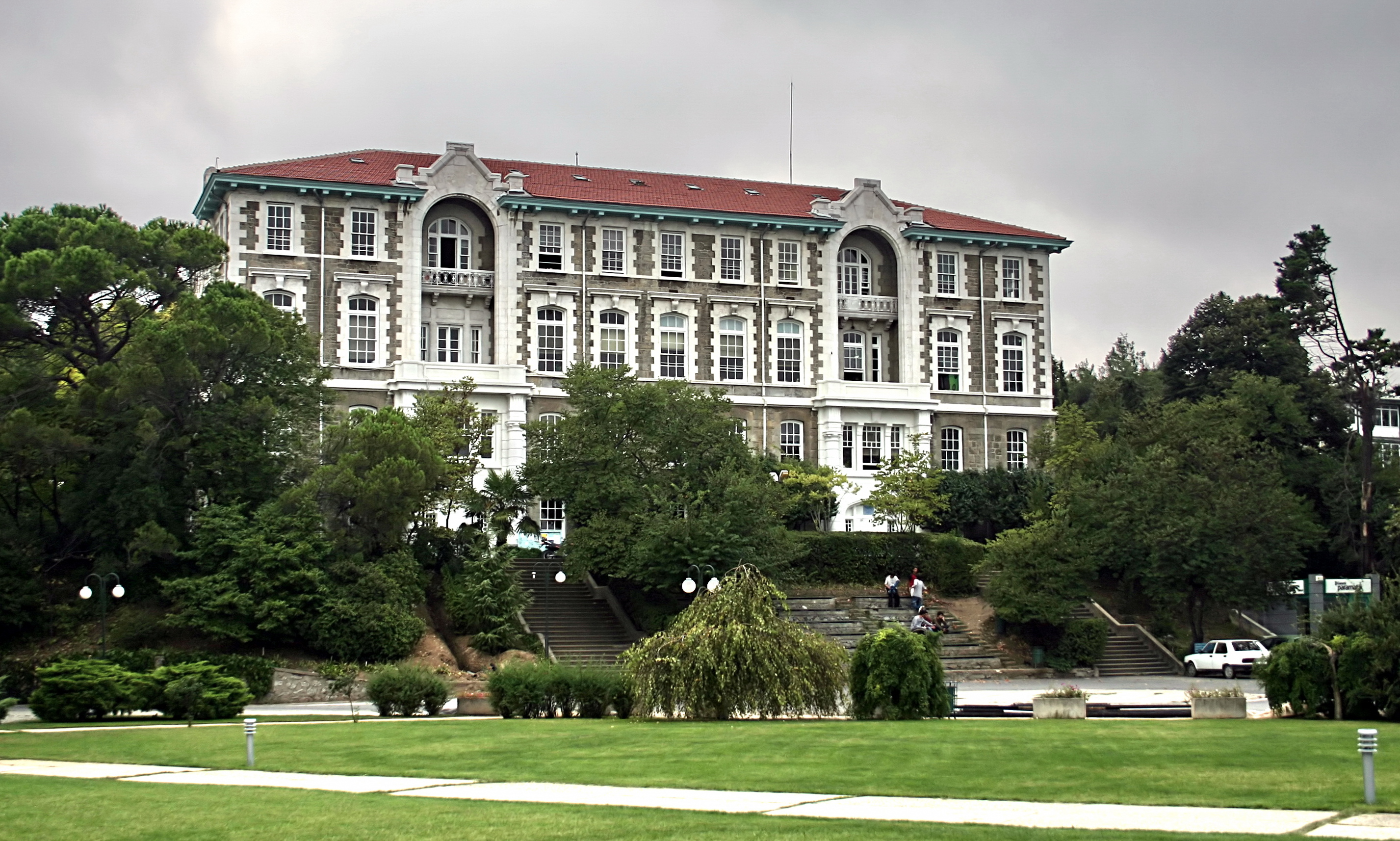
A Robert College korábbi épülete a Boszporusz Egyetem déli kampuszán Isztambulban.

Törökországban a gyerekek 5,5 koruktól 17,5 éves korukig iskolakötelesek. Az 5-14 éves korú gyerekek 95%-a jár iskolába, ez alatta van az OECD-átlagnak. Az óvodások száma igen alacsony, a 4-éveseknek csupán 19%-a járt óvodába 2012-ben, ami jóval alatta van a 84%-os OECD-átlagnak. Ugyanebben az évben összesen 3287 óvodát tartottak számon az országban, 275 ezer gyerekkel. 2012-ben az olyan 15 és 29 év közötti fiatalok száma, akik nem járnak iskolába és nem is dolgoznak, 29% volt.
Törökország kevesebbet költ oktatásra, mint az OECD-átlag, a GDP 4%-át, a teljes kiadások 11%-át fordítja erre a célra. A legtöbbet a felsőoktatásban tanulókra költenek, 2012-ben 8193 dollárt hallgatónként, a legkevesebbet pedig az általános iskolásokra, tanulónként 2218 dollárt. A török tanárok az OECD-átlaghoz képest alulfizetettek, azonban a török fizetésekhez képest jobban keresnek az átlag felsőoktatási diplomával rendelkezőknél.
Törökországban kifizetődő a diploma szerzése, a diplomások 2012-ben 91%-kal kerestek többet, mint a középiskolai végzettséggel rendelkezők. A diplomás nők 99%-kal keresnek többet, mint a középiskolai bizonyítvánnyal dolgozó nők. A diplomás nők 65%-a állt foglalkoztatásban, míg a middle school vagy az alatti végzettséggel rendelkezőknek csupán 25%-a. 2012-ben a 25-64 éves korosztály 15%-a rendelkezett felsőoktatásban szerzett végzettséggel, ami az OECD-átlag fele. Törökországban több nő végez természettudományos szakokon, mint az OECD-átlag, 2012-ben a számítástechnika szakokon végzettek 29%-a volt nő, szemben az OECD 20%-os átlagával, a mérnöki, építőipari és gyáripari szakokon diplomát szerzettek 32%-a volt nő (az OECD-átlag 28%), a tudományok területén pedig a végzettek 54%-a nő volt, szemben az OECD 44%-os átlagával.

### Felsőoktatás
Ha a jelentkező sikeresen leteszi az ÖSS (Öğrenci Seçme Sınavı) felvételi vizsgát, egyetemen folytathatja tanulmányait.
A törökországi egyetemek többféle képzést ajánlanak: kétéves felsőfokú képzettséget adó tanfolyamokat (associate's degree), melyre szakközépiskolai bizonyítvánnyal rendelkezők jelentkezhetnek felvételi vizsga nélkül; 4 éves alapképzést (bachelor's degree), 2 éves mesterképzést (master's degree), 4 éves doktori képzést és egyéb posztgraduális képzéseket. Törökországban 2016-ban 183 egyetemet tartottak nyilván. A műszaki egyetemek programjait az Egyesült Államok Mérnökképzésért Felelős Akkreditációs Bizottsága (ABET) is elismerte, így azok megfelelnek az amerikai programoknak is.
A török egyetemek rendszeresen részt vesznek a Socrates - és Erasmus-programokban, mely elősegíti a diákok és oktatók mozgását az Európai Unió és az Európai Gazdasági Térség valamint a tagjelölt országok között. Egyre több török hallgató tanul külföldi egyetemeken, és 2014-ben több mint 50 000 külföldi diák tanult török felsőoktatási intézményekben.
2016-ban az ország tíz legjobb egyeteme közé a következők tartoztak:
1. Közel-keleti Műszaki Egyetem (Orta Doğu Teknik Üniversitesi; ODTÜ; Ankara)
2. Sabancı Egyetem (Sabancı Üniversitesi, Isztambul)
3. Bilkent Egyetem (İhsan Doğramacı Bilkent Üniversitesi, Ankara)
4. Boğaziçi Egyetem (Boğaziçi Üniversitesi, Isztambul)
5. Isztambuli Műszaki Egyetem (İstanbul Teknik Üniversitesi, Isztambul)
6. İzmiri Műszaki Egyetem (İzmir Yüksek Teknoloji Enstitüsü, İzmir)
7. Özyeğin Egyetem (Özyeğin Üniversitesi, Isztambul)
8. Koç Egyetem (Koç Üniversitesi, Isztambul)
9. TOBB Gazdasági és Műszaki Egyetem (TOBB Ekonomi Ve Teknoloji Üniversitesi, Ankara)
10. Hacettepe Egyetem (Hacettepe Üniversitesi, Ankara)